# Via del Campo 29 rosso
Via del Campo 29 rosso – muzeum muzyczne mieszczące się przy Via del Campo 29 w Genui, poświęcone twórczości Fabrizia De André i innych przedstawicieli ugrupowania znanego jako scuola genovese dei cantautori (dosł. genueńska szkoła śpiewających autorów): Umberto Bindi, Luigi Tenco, Gino Paoli, Bruno Lauzi, Ivano Fossati. Na zbiory muzeum składają się: płyty gramofonowe, czasopisma z okresu, w których działali artyści, plakaty filmowe, instalacje multimedialne i memorabilia, w tym gitara marki Esteve, na której grał Fabrizio De André. Przy muzeum działa również sklep w którym można nabyć książki, płyty i inne wydawnictwa związane z artystami szkoły genueńskiej.

## Scuola genovese dei cantautori
Na początku lat 50. w centrum Starego Miasta w Genui istniał niewielki sklep muzyczny. Położony był przy via del Campo, starej, zabytkowej ulicy, biegnącej tuż obok portu, znanej wtedy bardziej z prostytucji i nielegalnych interesów. Dzięki mieszkającym w Genui marynarzom sklep zaczął sprzedawać płyty z muzyką z innych krajów, która inspirowała lokalnych muzyków. Sama ulica Via del Campo stała się bardzo znana we Włoszech w latach 60. dzięki piosenkom Fabrizia De André, najsłynniejszego włoskiego cantautore (piosenkarza śpiewającego własne piosenki), urodzonego w Genui w 1940 roku. W swojej piosence, zatytułowanej „Via del Campo”, opowiedział on historię pewnej prostytutki pracującej na tej właśnie ulicy. W wielu swoich utworach przedstawiał obraz ludzkiego bogactwa starego przedmieścia, zaludnionego przez marginalizowanych i zbuntowanych ludzi, prostytutki i Cyganów i wykolejeńców. Artystycznie aktywny przez prawie 40 lat, autor 30 albumów studyjnych, Fabrizio De André przyczynił się do utrzymania przy życiu zapomnianych i zaniedbanych języków regionalnych Włoch, jak genueński i sardyński. Jako muzyk eksperymentował z wieloma różnymi gatunkami, jako pisarz zyskał uznanie przede wszystkim jako poeta. Ponieważ niemal w tym samym czasie rozpoczęli swoją działalność w Genui również Umberto Bindi, Bruno Lauzi, Gino Paoli i Luigi Tenco, dlatego z czasem zaczęto ich nazywać „scuola genovese dei cantautori” (genueńska szkoła śpiewających autorów). Większość z nich, jako nastolatki, miała zwyczaj przychodzić do sklepu muzycznego przy Via del Campo. Sklep ten zyskał na znaczeniu, gdy jego nowym właścicielem został Gianni Tassio, wielki fan Fabrizia De André i zapalony kolekcjoner, zbierający różnego rodzaju akcesoria, jak: płyty gramofonowe, zdjęcia, artykuły, listy czy bilety na koncerty. Po śmierci Fabrizia De André w 1999 roku jego sklep stał się centrum spontanicznych pielgrzymek tysięcy fanów. W 2001 roku Tassio wraz z grupą przedsiębiorców z Via del Campo, przy pomocy datków przekazywanych mieszkańców i fanów zakupił ostatnią gitarę należącą do Fabrizio De André, marki Esteve 1997. Wylicytowana na aukcji za równowartość prawie 100 tysięcy euro stała się od tego czasu wizytówką kolekcji sklepu, który dzięki temu zaczął zyskiwać rozgłos w całych Włoszech i przyciągać coraz więcej turystów. Zwłaszcza po śmierci Fabrizio De André sklep stał się swego rodzaju legendą we Włoszech, a szczególnie w Genui. W pogrzebie zmarłego w 1999 roku artysty wzięło udział ponad 10 tysięcy osób, a jego imieniem zaczęto nazywać we Włoszech place, ulice, szkoły i biblioteki. Zorganizowana w 2009 roku wystawa, poświęcona jego życiu i muzyce, przyciągnęła do Genui ponad 150 tysięcy gości.

## Projekt muzeum

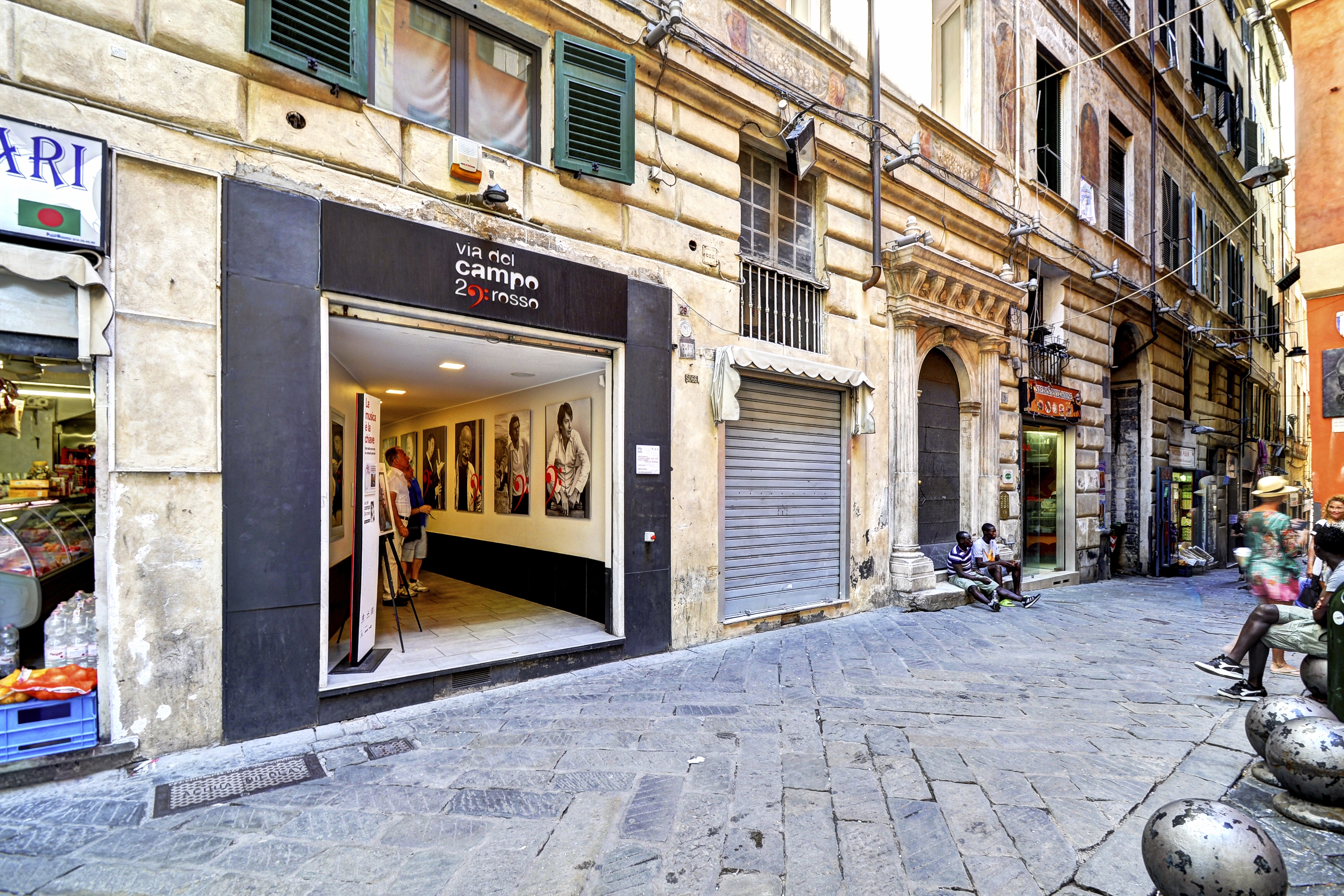
Fasada muzeum przy Via del Campo

W 2010 roku Gmina Genua, wychodząc naprzeciw oczekiwaniom związanym z upamiętnieniem Fabrizia De André i wszystkich członków szkoły genueńskiej, postanowiła przekazać na ten cel nowy dom, tworząc w ten sposób w samym sercu starego miasta miejsce promocji ich twórczości, a także wspierania nowego pokolenia lokalnych artystów. Na siedzibę placówki wybrany został sklep muzyczny Tassia przy Via del Campo. Gmina zakupiła całą kolekcję, jak w nim była zgromadzona. W tym samym czasie rozpoczęto też renowację najbliższej okolicy, aby uczynić z niej atrakcję kulturową. Dla realizacji tych zamiarów Gmina Genua ogłosiła konkurs na projekty, w tym na projekt architektoniczny. Najwyższą ocenę uzyskało konsorcjum trzech organizacji o nazwie ViaDELCAMPO29ROSSO.

## Otwarcie
25 lutego 2012 roku w sklepie muzycznym Tassia otwarto muzeum, któremu nadano nazwę Via Del Campo 29 rosso. Na uroczystość otwarcia przybyli: burmistrz Genui Marta Vincenzi i jej pełnomocnik ds. kultury, Andrea Ranieri, prezbiter Andrea Gallo, przedstawiciele świata muzyki genueńskiej: Vittorio De Scalzi i Max Manfredi, politycy, działacze społeczni oraz mieszkańcy miasta; zabrakło jednak siostry Umberta Bindiego, Marisy Bindi i krewnych Luigiego Tenco, bratanicy Patrizii i bratanka Giuseppe). Dori Ghezzi, wdowa po Fabriziu De André i prezes fundacji jego imienia, nieobecna z powodu grypy, przysłała list z pozdrowieniami i życzeniami, odczytany przy aplauzie zgromadzonych gości. Okolicznościowe przemówienia wygłosili także Andrea Ranieri i Andrea Gallo. Uroczystościom inauguracyjnym towarzyszyły wspomnienia, występy muzyczne i recytacje poezji.

## Zbiory
Do wnętrza muzeum prowadzi wąski korytarz. Na jednej z jego ścian umieszczono portrety De Andre, Tenco, Paolego, Bindiego, Lauziego i Fossatiego, na drugiej natomiast inne pamiątki, takie jak nuty, płyty, książki należące do Gianniego Tassio oraz zapiski pozostawione przez odwiedzających (w tym dwie dedykacje od Dori Ghezzi i Nandy Pivano). Korytarz a także cała galeria ma, według wyjaśnień architekt Marty Merlo z pracowni Canneto, nawiązywać swym wyglądem do uliczek starego miasta Genui. Centralnym punktem ekspozycji jest słynna gitara Esteve 97. Na ścianach galerii można podziwiać stare płyty gramofonowe Fabrizia De André, tworzące praktycznie jego całą jego dyskografię (płyty długogrające i single), a także wydawnictwa innych czołowych nazw i nazwisk genueńskiej sceny muzycznej, od New Trolls do Francesca Bacciniego. W centrum galerii, zwanym piazza, na półkach i regałach znajdują się artykuły na sprzedaż: wszelkiego rodzaju książki poświęcone Fabriziowi De André, Luigiemu Tenco, Ivanovi Fossatiemu, partytury, śpiewniki, płyty CD i DVD, i różne przedmioty (t-shirty, kubki, broszki i breloki). W niewielkiej bocznej salce znajduje się duży, interaktywny ekran dotykowy, za pośrednictwem którego można zobaczyć wkład specjalny na rzecz muzeum, wysłać wirtualne kartki, napisać wiadomości i dedykacje, a poprzez gry i quizy sprawdzić swoją wiedzę na temat Fabrizia De André i szkoły genueńskiej.

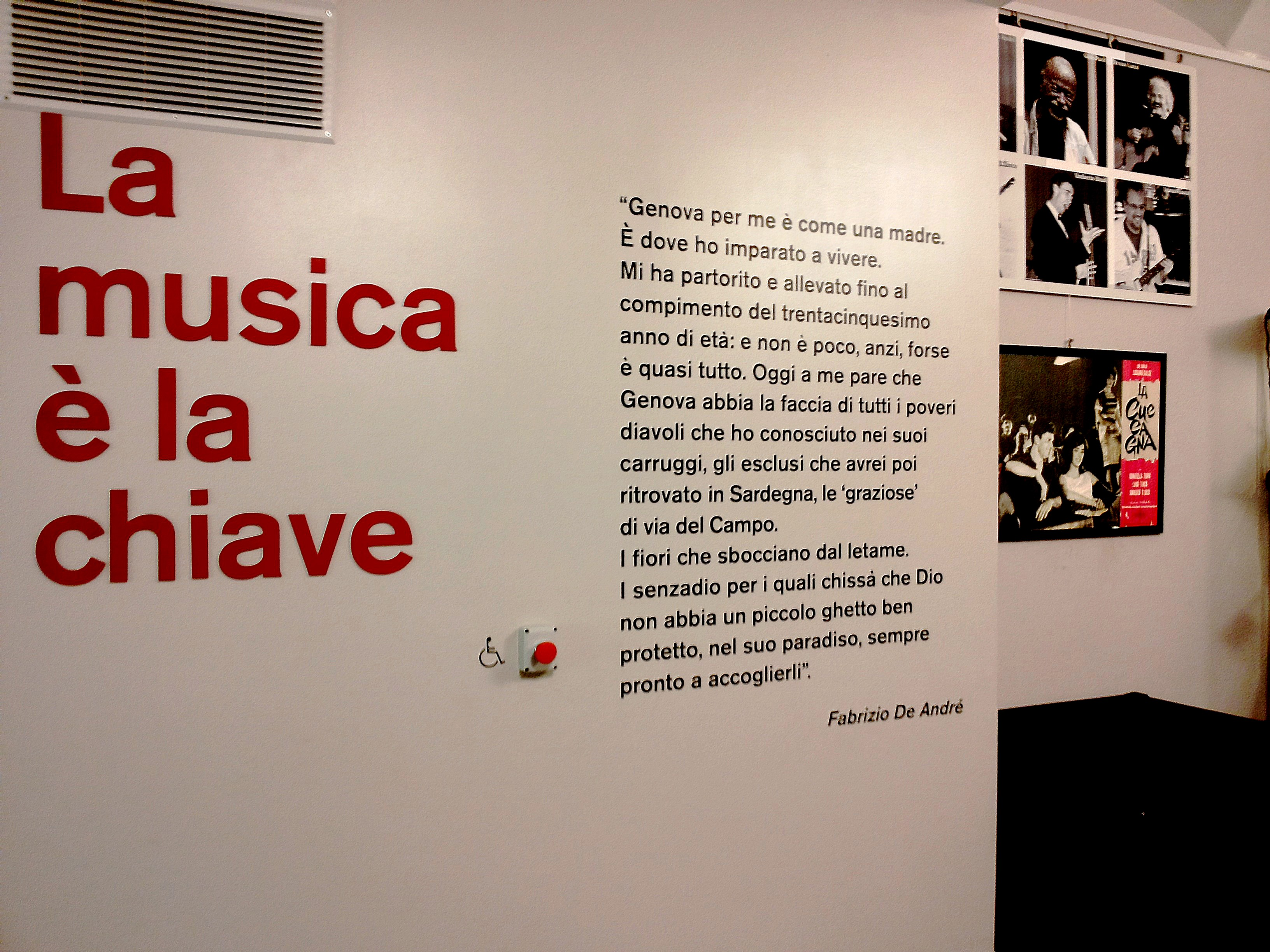
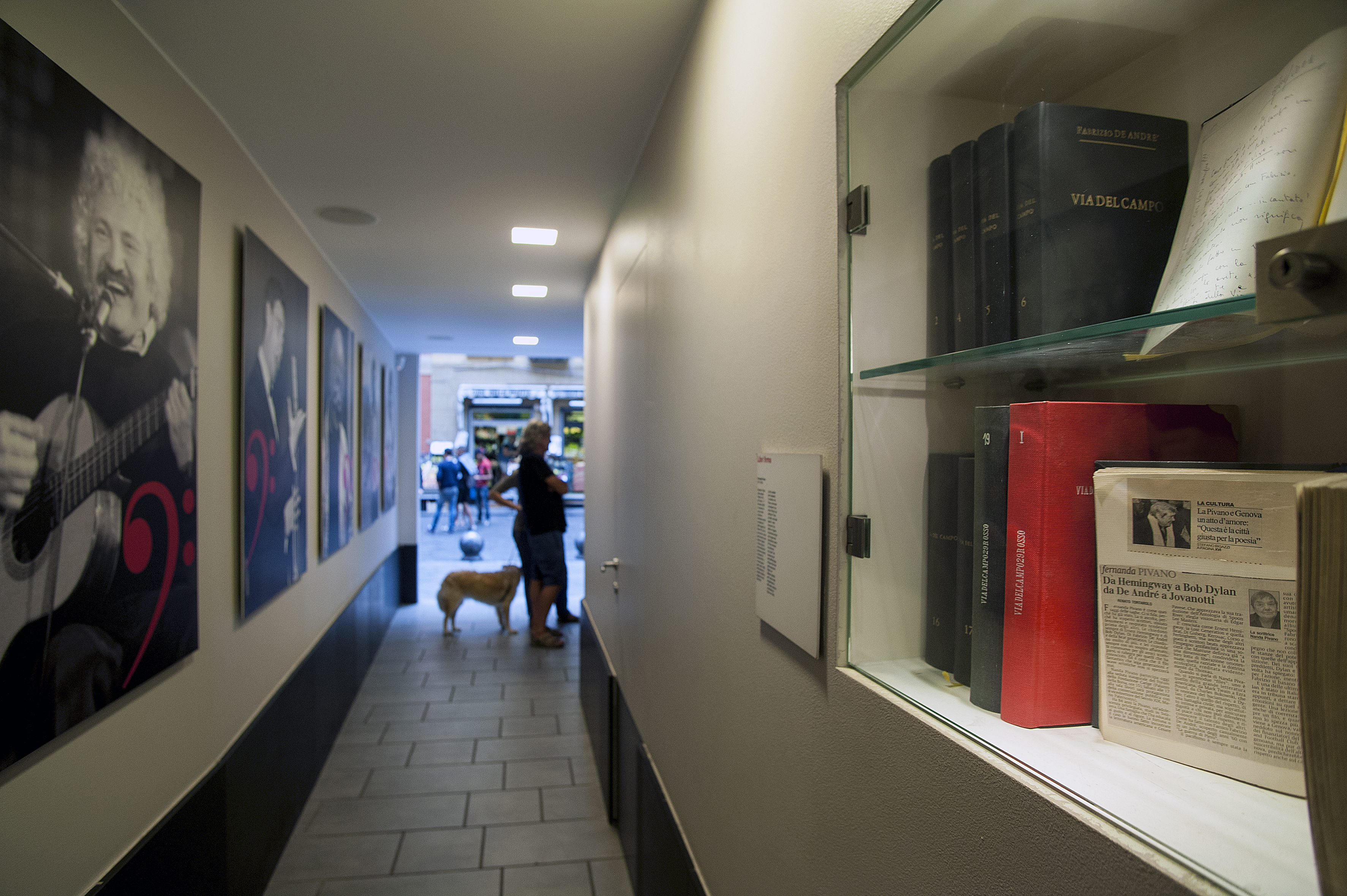
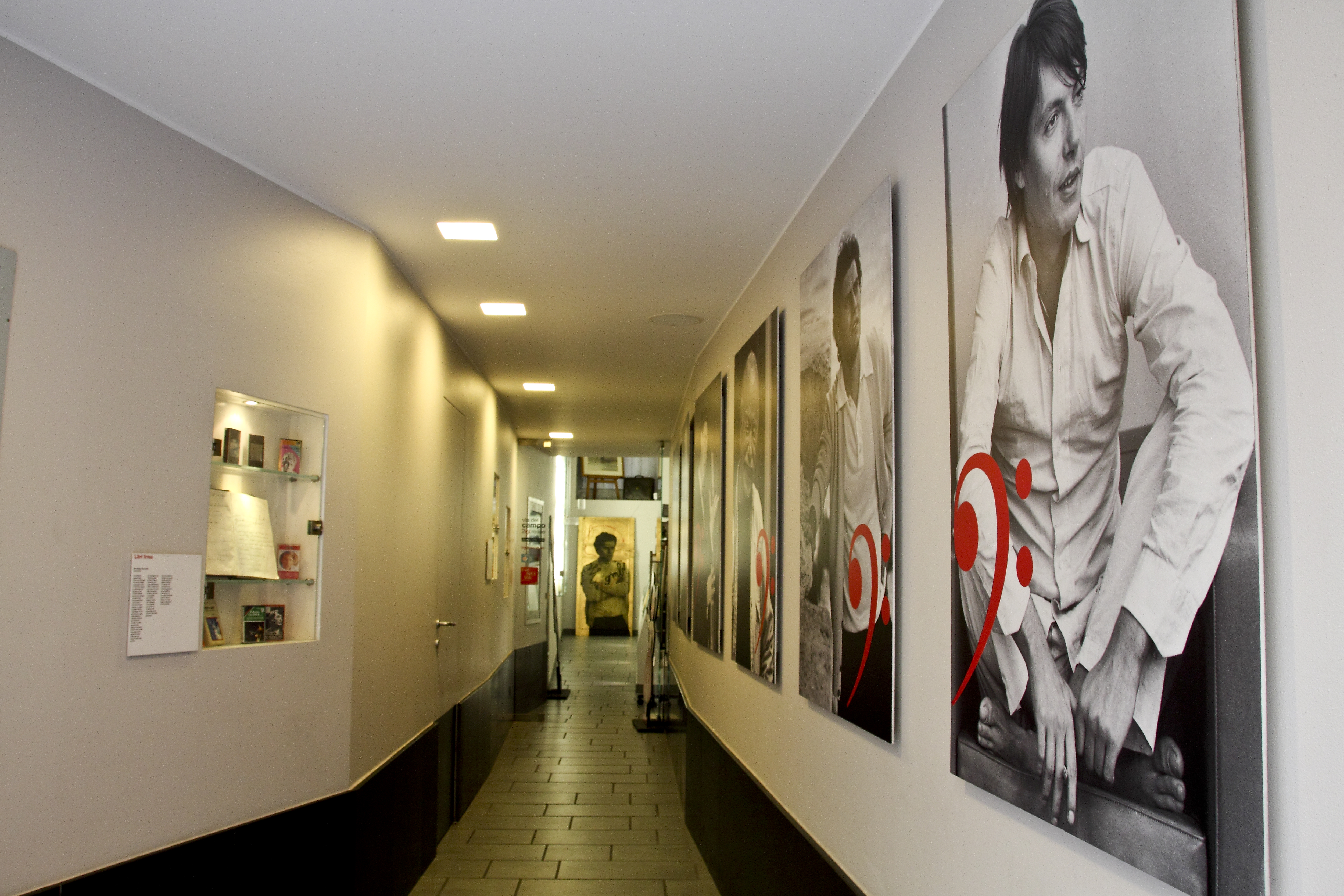
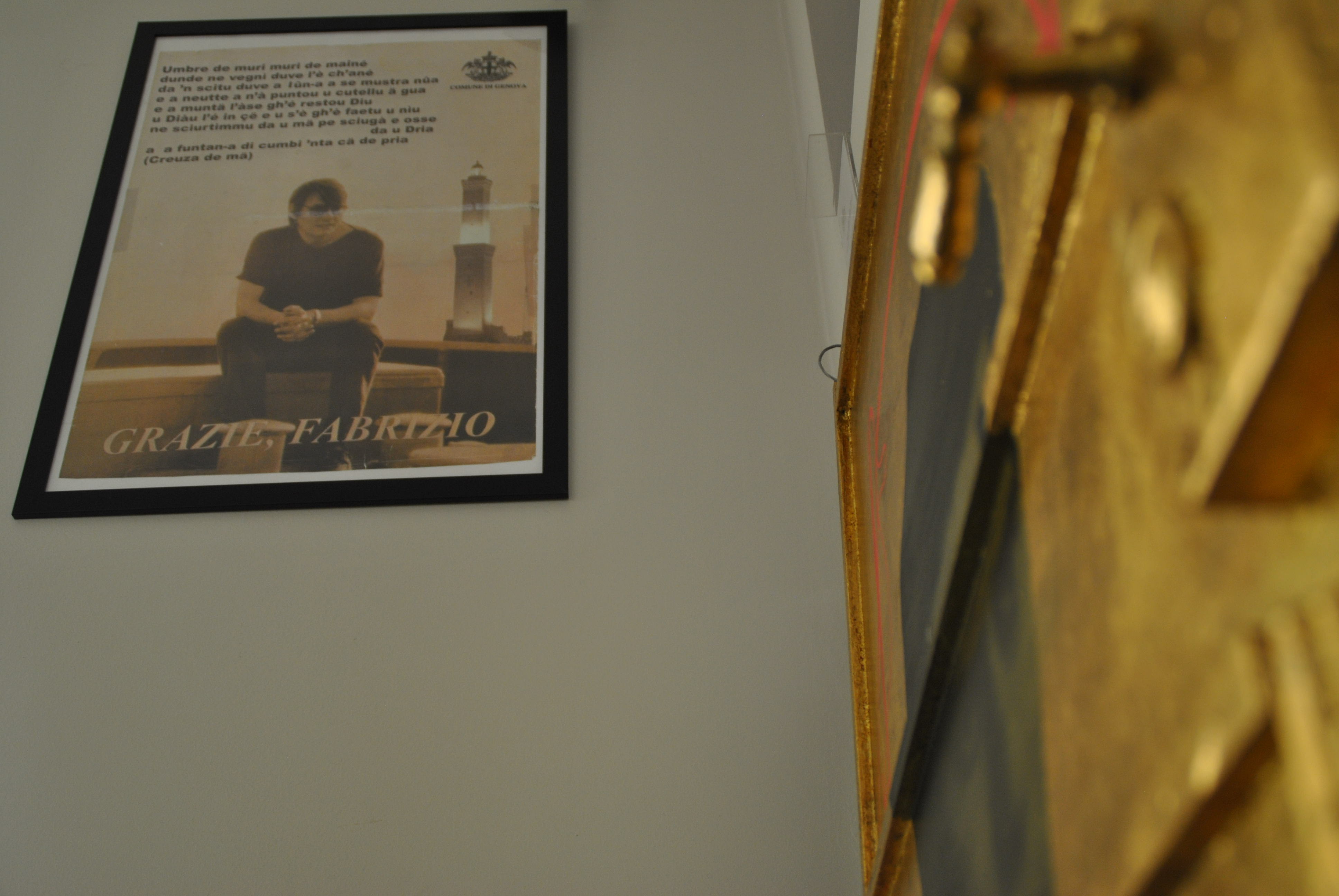

## Działalność muzeum
Placówka pełni wiele ról, jest muzeum i sklepem, a także atrakcją turystyczną i centrum rozrywki dla lokalnej społeczności. Poprzez warsztaty muzyczne wspierana jest działalność nowego pokolenia cantautori i nowych zespołów z Genui lub wykonawców nawiązujących do ich tradycji. Jako ośrodek turystyczny Via del Campo 29 rosso oferuje turystom możliwość odkrywania miasta za pośrednictwem tekstów i muzyki artystów szkoły genueńskiej.